# Minamoto-kun Monogatari
Minamoto-kun Monogatari (源君物語) là một bộ truyện tranh seinen của Nhật Bản được viết và minh họa bởi Minori Inaba. Tác phẩm được xuất bản bởi Shueisha, đăng trên tạp chí Weekly Young Jump từ ngày 15 tháng 9 năm 2011, cho đến khi kết thúc vào ngày 5 tháng 9 năm 2019. Bộ truyện được tổng hợp thành mười sáu tập.
Nó được xuất bản bằng tiếng Pháp bởi Soleil  và tiếng Đức bởi Panini Comics.

## Tóm tắt
Terumi Minamoto là một chàng trai trẻ sinh ra với khuôn mặt nữ tính và có thể thấy là đủ xinh đẹp để khiến mọi người nghĩ rằng chàng là một thiếu nữ. Vì lẽ đó, chàng luôn bị bắt nạt trong suốt những năm cấp 2, chủ mưu của những vụ bắt nạt là một hot girl của trường vào thời điểm đó - Chuujou Tsukasa, vì ghen tị với nhan sắc trời phú của chàng. Chàng luôn bị bắt phải mặc đồ con gái tới trường và thường xuyên bị kẻ bắt nạt tạt sữa chua hết hạn lên người, kể từ đó chàng trở nên sợ hãi đám đàn bà con gái cũng như rất ghét sữa. Hậu quả lâu dài của việc này là Terumi không bao giờ thân thiện nổi với bất kì đứa con gái nào trong suốt những năm học trung học, thậm chí còn thấy việc nói chuyện với phụ nữ hoặc con gái rất khó xử, gượng gạo. Ngay khi vào Đại học Shiun, chàng tự hứa với bản thân là sẽ vượt qua những tổn thương trong quá khứ. Một sự kiện lớn sau đó xảy ra là cha chàng đã tái hôn và yêu cầu chàng rời khỏi nhà. Terumi được sắp xếp để sống với dì của mình, Kaoruko Fujiwara. Nàng là một phụ nữ trẻ cực kỳ xinh đẹp và tài năng, đồng thời là một giáo sư không chính thức tại trường đại học của chàng. Khi chàng đến căn hộ của dì mình, nàng đã lôi kéo chàng vào một dự án nghiên cứu đặc biệt, đó là chàng buộc phải quyến rũ mười bốn người phụ nữ khác nhau theo cách mà nhân vật chính Truyện kể Genji quyến rũ những người phụ nữ của mình.
Dự án kéo dài suốt hai năm theo thời gian của bộ truyện, Kaoruko giới thiệu Terumi cho những người phụ nữ chia sẻ tên của họ với các nhân vật trong "Truyện kể Genji", kể cả chị họ của chàng (nàng là người đầu tiên được giới thiệu); Terumi khởi đầu một cách chậm chạp, vụng về nhưng từ từ, chậm rãi, sự sợ hãi và lúng túng với người khác giới giảm dần theo thời gian. Với mỗi người phụ nữ mà chàng gặp, Terumi học cách xác định những khúc mắc / vấn đề cá nhân của mục tiêu, khiến họ mở lòng với chàng và cuối cùng kết thúc mối quan hệ với người phụ nữ đó. Karuoko còn huấn luyện cho chàng những kỹ thuật phòng the cần thiết để chinh phục trái tim người phụ nữ, nàng sẵn sàng sử dụng cơ thể và vận dụng hiểu biết của mình về tâm lý phụ nữ để khiến Terumi tinh tế hơn trong chuyện giường chiếu, dẫu vậy nàng và Terumi không bao giờ giao hợp loạn luân và luôn dừng lại trước khi nó đi quá xa. Kaoruko được biết rằng Terumi đã mất mẹ từ rất sớm, ở độ tuổi mà chàng còn phức cảm Ơ-đíp nên không lạ gì khi Terumi bị thu hút bởi phụ nữ lớn tuổi và tại sao chàng lại muốn quan hệ với dì. Tuy nhiên, cũng nhờ những kinh nghiệm quý báu khi thực hành với dì mà Terumi có thể tâm tình và qua đêm với những bạn nữ đồng trang lứa. Mặc dù đã có nhiều lần trong thí nghiệm, Terumi muốn dừng lại để theo đuổi mối quan hệ nghiêm túc hơn với họ, nhưng rồi vì nhiều lí do như chúng ta không hợp, chúng ta chỉ là bạn thân, hay vì tiền án vụng trộm với những cô nàng khác nên mối quan hệ thường tới thật nhanh nhưng cũng vội vã rời như lúc mới đến buộc Terumi phải tiếp tục, dù thế nào thì chàng vẫn giữ mối quan hệ ít nhất là thân tình với họ.
Terumi cũng có cơ hội tái ngộ với kẻ thù của mình, Tsukasa, vốn là bạn cùng trường. Nhờ Kaoruko, Terumi phát hiện ra rằng Tsukasa đang vướng vào một mối tình vô vọng với một giáo sư nổi tiếng và có tầm ảnh hưởng nhất của trường đại học - Konoe. Với quyết tâm báo thù, Terumi sử dụng đủ chiêu trò từ chân chính đến thô thiển khiến Tsukasa và Konoe nổi giận, chàng cũng dần nhận ra kẻ thù năm xưa của mình không đáng sợ như mình từng nghĩ, điều đó khiến những vết thương lòng trong quá khứ dần vơi đi. Sự lột xác khó tin của Terumi đã khiến Tsukasa nảy sinh tình cảm với chính kẻ mà mình từng bắt nạt. Ở các sự kiện tiếp theo, chẳng hạn như cuộc thi sắc đẹp lại càng làm cho cảm xúc ấy trở nên mãnh liệt, cuối cùng Tsukasa thừa nhận rằng Terumi đã thay đổi rất nhiều so với thời trung học của họ.
Sau khi ngủ cùng/hoặc chỉ-đơn-giản-là-gặp-gỡ-thân-tình với 13 đối tượng của nghiên cứu, Kaoruko tiết lộ với Terumi rằng nàng là đối tượng thứ 14 cuối cùng và mục đích của dự án không chỉ dừng lại ở nghiên cứu mà còn để giúp cho kinh nghiệm sống của Terumi trở nên phong phú như một sự tri ân sâu sắc dành người mẹ đã khuất của Terumi - Kirino, người mà Kaoruko yêu quý. Mong muốn gia tăng địa vị và danh tiếng của mình nhằm thoát khỏi tầm ảnh hưởng của Konoe, Kaoruko nói với Terumi rằng nàng sẽ chuyển đến một trường đại học khác nhưng sẽ tặng căn hộ của mình cho cháu trai, khuyến khích anh chàng phải trưởng thành mà không cần phải dựa dẫm vào người dì. Để kết thúc dự án nghiên cứu, Kaoruoko và Terumi đã phá bỏ bức tường luân lí, đạo đức và quan hệ loạn luân với nhau. Một năm sau, Terumi và những tình nhân của chàng vẫn tiếp tục cuộc sống của họ, bọn họ có vẻ đều có sự thay đổi theo hướng tích cực hơn, về phía Terumi chàng không mong gì hơn là tiếp tục trở thành nhà nghiên cứu "Truyện kể Genji" để tiếp bước người dì. Cảnh cuối cùng của câu chuyện cho thấy Terumi có thể uống sữa một cách thản nhiên chứng tỏ rằng chàng đã vượt qua chấn thương tâm lý của mình cũng như nỗi sợ với sữa, phụ nữ và Tsukasa sau một thời gian dài.

## Nhân vật

### Nhân vật chính
Terumi Minamoto (源光海 (Nguyên Quang Hải) Minamoto Terumi, 18-year-old) 
Nhân vật nam chính, Terumi là một sinh viên đại học luôn bị các cô gái bắt nạt từ khi học cấp hai vì ngoại hình nữ tính, vì vậy chàng không bao giờ thân mật với bất cứ người phụ nữ nào. Tất cả điều này thay đổi khi chàng chuyển đến nhà của Kaoruko, nơi chàng được dì mình giao nhiệm vụ cộng tác với dự án tái hiện lại "Truyện kể Genji" trong đời thực, đồng thời cũng giúp chàng chữa căn bệnh sợ phụ nữ. Họ của anh ta xuất phát từ gia tộc Minamoto mà Hikaru Genji đã thu nhận. Lòng tốt và sự nhẫn nại của Terumi khiến chàng được nhiều phụ nữ yêu quý, khiến chàng có thể phát triển mối quan hệ và thậm chí là lên giường với họ. Do mất mẹ từ nhỏ, Terumi sớm hình thành phức cảm Ơ-đíp, Karuoko đã khai thác đặc điểm đó để giúp chàng có thể lái máy bay. Trong chương gần cuối của truyện, Terumi cuối cùng đã vượt qua ranh giới và ngủ với dì của mình.
Kaoruko Fujiwara (藤原香子 (Đằng Nguyên Hương Tử) Fujiwara Kaoruko, 29-year-old)
Nhân vật nữ chính, nàng là dì của Terumi và là giảng viên văn học tại trường đại học của chàng, chuyên nghiên cứu về "Truyện kể Genji". Nàng tuyển Terumi tham gia vào dự án của mình bằng cách chinh phục mười bốn người phụ nữ khác nhau, mỗi người có mối liên hệ với những người tình của Genji từ truyện kể. Nàng là một người phụ nữ trầm tính, xinh đẹp và trưởng thành, Kaoruko không hề bày tỏ một chút ngượng ngùng nào trong việc giúp Terumi làm quen với người khác giới đến mức sử dụng thân thể của chính mình để giúp chàng, dù trên thực tế mối quan hệ của họ là dì và cháu trai, thậm chí còn cướp nụ hôn đầu của anh chàng. Thời còn trẻ, nàng không định quan hệ với bất kì người đàn ông nào nhưng đã thay đổi ý định ở tuổi trưởng thành. Một cách bóng gió rằng nàng có thể đã nảy sinh tình cảm với Terumi, dù vậy nàng khuyến khích Terumi hãy là chính mình thay vì là cái bóng của nàng. Nàng cuối cùng tiết lộ rằng mình là đối tượng thứ mười bốn và cũng là trùm cuối, đóng vai trò như Fujitsubo từ Truyện kể Genji. Trong chương gần cuối của truyện, nàng đã vượt qua ranh giới và ăn nằm với cháu trai mình.

### Mục tiêu
Được gọi là là "mục tiêu" theo cách của Kaoruko, mỗi người trong số họ đều có một số điểm tương đồng với những người phụ nữ bị Hikaru Genji quyến rũ và nàng hướng dẫn Terumi theo đuổi họ tất cả vì mục đích nghiên cứu.
Asahi Momozono (桃園 朝日 (Đào Viên Triêu Nhật) Momozono Asahi, 21-year-old)
Mục tiêu đầu tiên và là chị họ yêu dấu của Terumi, nàng thân thiết với chàng từ khi còn bé, nhưng mối quan hệ dần xa cách theo tháng năm. Ước mơ của nàng là trở thành một thủ thư và đã trở thành hiện thực vào cuối bộ truyện. Sau khi tái ngộ nàng và liên tục thất bại trong việc chinh phục trái tim nàng, Terumi quyết định chinh phục nàng một cách từ từ chậm rãi bằng những hành động, cử chỉ nhẹ nhàng mỗi khi có cơ hội. Dần dần, nàng trở nên mở lòng hơn và không còn biểu hiện xa cách, ngượng ngùng với người em họ. Dẫu vậy, nàng sẽ chỉ chấp nhận làm người yêu của chàng nếu chàng hứa sẽ không làm bậy, Terumi từ chối, cho rằng đó là một yêu cầu quá vô lý (không khác gì mối quan hệ chị em thân thiết bình thường). Khi Terumi chuyển hướng sang các mục tiêu khác, nàng lại cảm thấy ghen tuông một cách kì quái, cuối cùng lại muốn nhiều hơn thế với chàng, mặc dù nàng quá sợ hãi và lo lắng nếu tiếp tục mối quan hệ trái luân thường đạo lý này. Tri kỉ của nàng là Tsukiko, người mà nàng tâm sự những vấn đề của mình và cũng là một độc giả trung thành của tiểu thuyết khiêu dâm do Tsukiko là tác giả. Nàng không bao giờ phát hiện một sự thật động trời rằng Tsukiko và Terumi đã từng ngủ cùng nhau tại một thời điểm của bộ truyện. Nàng dựa trên nguyên mẫu của Asagao no Kimi từ "Truyện kể Genji".
Aoi Kiriyama (桐山 葵 (Đồng San Quỳ) Kiriyama Aoi, 24-year-old)
Bạn của Kaoruko và là mục tiêu thứ hai, nàng là chủ tiệm làm móng và vì điều đó, nàng quá bận rộn để lo việc nhà nên Terumi đề nghị bản thân làm trợ lý của nàng để tiếp cận. Terumi sau đó phát hiện ra rằng Aoi có phức cảm với người cha, dẫu thế chàng vẫn mất đi lần đầu của mình với nàng nhưng mối quan hệ giữa họ rất ngắn ngủi vì phức cảm của nàng làm chàng mất hứng khi nàng cứ rên về cha mình trong lúc họ quan hệ. Chàng vẫn giữ mối quan hệ thân mật với Aoi. Về sau, nàng còn ngăn cản Miya can thiệp quá sâu vào cuộc sống của Terumi vì cảm thấy đồng cảm với chàng khi họ đều có điểm chung là đều có phức cảm với chính cha mẹ mình. Nàng dựa trên nguyên mẫu của Aoi no Ue từ truyện gốc.
Chisato Hanada (花田 千里 (Hoa Đồng Thiên Lý) Hanada Chisato, 18-year-old)
Mục tiêu thứ ba, Hanada vừa làm việc bán thời gian tại tiệm mỳ soba, vừa học Kinh tế gia đình tại trường đại học của Terumi. Nàng rất xấu hổ về cỡ ngực lỡn của mình và thường rất ngại ngùng với mọi người xung quanh. Cuối cùng, nàng trở thành người yêu đúng nghĩa đầu tiên của Terumi, cũng như là người đầu tiên mang lại cho Terumi sự hưng phấn trong tình dục. Terumi từng cân nhắc việc dừng nghiên cứu Genji để có mối quan hệ nghiêm túc với nàng, nhưng cuối cùng chàng nhận ra rằng mặc dù rất yêu quý kính trọng chàng nhưng nàng không yêu chàng thật lòng, chàng đành phải tiếp tục công việc cộng tác nghiên cứu. Nhờ mối quan hệ ngắn ngủi của nàng với Terumi, Hanada đã trở nên quyết đoán hơn và tự tin hơn về ngoại hình của mình. Nàng có thể vẫn còn chút tình cảm với Terumi nhưng không muốn bị cuốn theo nó. Nàng dựa trên Hanachirusato từ "Truyện kể Genji".
Miya Rokujou (六条 美也 (Lục Điều Mỹ Dã) Rokujou Miya, 25-year-old)
Mục tiêu thứ tư, Miya là một goảng viên đẹp tuyệt trần, làm việc tại trường đại học của Terumi với tư cách là cố vấn. Nàng từng là giáo viên của Terumi ở trường cấp hai và đã nảy sinh một ám ảnh yêu đương không lành mạnh với chàng: bám đuôi Terumi mỗi khi thấy chàng xuất hiện và dán đầy lên các bức tường của căn hộ nàng bằng những bức ảnh của chàng. Sau khi chung sống với nàng một thời gian, Terumi phải rời bỏ nàng để tiếp tục nghiên cứu Genji - một dự án mà nàng hoàn toàn biết được. Nàng xuất hiện hết lần này đến lần khác trong suốt câu chuyện, chủ yếu để "phá hoại" bất kỳ mối quan hệ nào mà Terumi có được với những người phụ nữ khác, điều này buộc Kaoruko phải can thiệp vào để đặt Miya vào vị trí của mình. Nàng trên nhân vật Rokujo từ "Truyện kể Genji".
Shian Kowaka (小若 紫亜 (Tiểu Nhược Tử Á) Kowaka Shian, 10-year-old)
Mục tiêu thứ năm, Shian là một cô bé có tính cách rất ngây thơ, lịch sự và dễ thương. Kaoruko chọn nàng vì nàng muốn Terumi trở nên quen thuộc hơn với hình tượng nữ nhi sau trải nghiệm tồi tệ của anh với Miya và cũng do sự tương đồng của nàng với Murasaki từ Truyện kể Genji. Nàng ngưỡng mộ Terumi, coi chàng như một người anh trai, mong muốn một ngày nào đó trở thành một người phụ nữ đặc biệt có thể kết hôn với Terumi, một ước mơ mà nàng đã chia sẻ với người bạn thân nhất của mình, Otome. Do vấn đề tuổi tác, đạo đức và sự ngây thơ, trong sáng của nàng, Terumi không thể cặp kè nàng như đã làm với những mục tiêu khác, thay vào đó chàng trở thành một người anh trai mà Shian có thể làm chỗ dựa. Nàng dựa trên nguyên mẫu Murasaki no Ue từ "Truyện kể Genji".
Iyo Semi (瀬見 伊予 (Lại Hiện Y Dữ) Semi Iyo, 27-year-old)
Mục tiêu thứ sáu, Semi là một người phụ nữ bốn mắt hấp dẫn, làm nhân viên bán hàng tại trường đại học. Nghiện rượu và bị mắc kẹt trong lối mòn do bị cuốn vào mối quan hệ nhàm chán với người bạn trai thờ ơ suốt một thời gian dài, Semi không thể giải quyết vấn đề của mình. Tất cả điều này thay đổi khi nàng hẹn hò với Terumi, cuối cùng "lừa dối" bạn trai để vụng trộm với Terumi. Mặc dù nàng không muốn tiến xa hơn với Terumi nhưng nàng cũng đã chia tay với bạn trai của mình và tiếp tục cuộc sống. Nàng vẫn giữ tình cảm với Terumi nhưng vẫn trốn tránh chàng trong sự bối rối mỗi khi chàng đến cửa hàng tiện lợi nơi nàng làm việc. Vào cuối của bộ truyện, nàng bỏ công việc của mình để làm thư ký của Gennai. Nàng dựa trên Utsusemi từ Truyện kể Genji.
Yuu Tokonatsu (常夏 夕 (Thường Giá Tịch) Tokonatsu Yuu, 22-year-old)
Mục tiêu thứ bảy, Yuu là một cô gái trẻ vui vẻ và hoạt bát, làm hướng dẫn viên thể dục cho một nhóm người nhiệt huyết để bù lại quãng thời gian đã mất cho những năm tháng bên giường bệnh. Do nằm liệt giường từ khi còn trẻ, nàng dĩ nhiên không có chút kinh nghiệm gì với đàn ông con trai, cho đến khi gặp Terumi và có mối quan hệ nghiêm túc với chàng, Miya đã lên cơn ghen. Mối quan hệ của Terumi với Yuu gần như khiến anh quyết định từ bỏ dự án Genji vì lợi ích của nàng nhưng sau khi nhận được lời đề nghị công việc mà nàng không thể từ chối cũng như tin rằng Terumi có tình cảm sâu sắc hơn với dì của mình - Kaoruko, nàng buộc phải chuyển đến Osaka và kết thúc mối quan hệ. Dẫu vậy, nàng tiết lộ rằng nàng vẫn còn yêu Terumi nhưng không bao giờ cố gắng nối lại mối quan hệ. Đến cuối bộ truyện, nàng vẫn đang làm huấn luyện viên thể hình, cố gắng thuyết phục để Akashi gia nhập phòng gym của mình. Nàng đóng vai Yuugao từ Truyện kể Genji.
Hana Suetsumu (末摘 華 Suetsumu Hana, 20-year-old)
Mục tiêu thứ tám, Hana là một sinh viên năm hai ngoại hình không bắt mắt lắm nhưng có tài, làm việc cho khoa phát thanh tại trường đại học Terumi, nàng khao khát trở thành một nữ diễn viên lồng tiếng. Hana rất muốn kết bạn ở độ tuổi của nàng nhưng nàng gặp nhiều khó khăn khi làm điều đó vì bản tính nhút nhát và tông giọng cao. Khi nàng tìm kiếm một đối tác cho một buổi thử giọng trong một trò chơi video eroge, Kaoruko đề nghị Terumi cho nhiệm vụ này, với mục đích khiến họ trở nên gần gũi. Kế hoạch diễn ra hoàn hảo vì sự hợp tác khiến nàng mở lòng với Terumi, cuối cùng kết thúc bằng việc cả hai ngủ cùng nhau như một hình thức "luyện tập". Biết ơn với trải nghiệm này, nàng cũng trở thành bạn với những người phụ nữ khác của Terumi, trở thành bạn thân của Hanada vì những nét tương đồng trong tính cách và ngoại hình. Nàng thực hiện được ước mơ trở thành một nữ diễn viên lồng tiếng trong cuối bộ truyện. Nàng dựa trên nguyên mẫu Suetsumuhana từ Truyện kể Genji.
Noriko Gennai (源内 典子 Gennai Noriko, 40-year-old)
Mục tiêu thứ chín, người tình già nhất của bộ truyện, Gennai là một nha sĩ hấp dẫn, sáng sủa và thân thiện tại một phòng khám mà nàng sở hữu, điểm ấn tượng ở nàng là nàng trẻ hơn so với tuổi thật của mình. Tuy nhiên, bản chất thực sự của nàng là một người ái kỷ, người thích tự sướng khi nhìn vào gương. Giống như Miya, nàng biết về dự án nghiên cứu của Kaoruko và không ngại sử dụng Terumi cho chính mình. Cuối cùng nàng trở nên thích Terumi, quan hệ tình dục với chàng nhiều lần trong cùng một tư thế, học cách thích một người khác hơn là chỉ bản thân mình do kỹ năng của Terumi trong việc làm hài lòng phụ nữ và sự kiên trì của chàng. Đến cuối bộ truyện, nàng nhận Semi làm thư ký. Nàng đóng vai Gen no Naishinosuke từ Truyện kể Genji.
Ruri Tamakazura (玉鬘 るり Tamakazura Ruri, 18-year-old)
Mục tiêu thứ mười, Ruri là một học sinh trung học và là con gái của một gia đình giàu có ở địa phương, người giống Yuu như đúc. Chàng gặp nàng tại một khóa đào tạo cấp bằng lái xe, Terumi thấy rằng đây là lần đầu tiên nàng tiếp xúc với thế giới bên ngoài. Những lời cầu hôn đã gây áp lực cho Ruri, dẫn đến sự chán ghét của nàng với đàn ông. Để khắc phục điều này, Kaoruko giúp Terumi cải trang thành phụ nữ để dễ dàng tiếp cận nàng và bảo vệ nàng khỏi bất kỳ người đàn ông nào có ý định xấu với nàng. Terumi cuối cùng đã cứu nàng suýt bị cưỡng hiếp bởi người chồng sắp cưới tồi tệ, Kurohige. Do đó, Ruri rất biết ơn và yêu quý Terumi, mặc dù nàng không bao giờ phát hiện ra giới tính thật của Terumi. Nàng sau đó trở thành bạn với Nagiko và Akashi, bắt đầu năm đầu tiên tại Đại học Shiun. Nàng đóng vai Tamakazura từ Truyện kể Genji.
Tsukiko Ooboro (朧 月子 Ooboro Tsukiko, 21-year-old)
Mục tiêu thứ mười một, Tsukiko là bạn thân của Asahi, người thích viết và đọc tiểu thuyết khiêu dâm. Nàng là người bạn khác giới đầu tiên của Terumi mà chàng cảm thấy cởi mở khi nói về những vấn đề của chàng, nàng thường để trí tưởng tượng của mình bay bổng tới mức cao nhất đôi khi tưởng tượng đạt độ chính xác đáng kinh ngạc. Giống như Terumi, nàng cũng có một nỗi sợ đối với người khác giới, mặc dù điều đó cực đoan hơn trong trường hợp của nàng vì Tsukiko không thể tiếp xúc hay nói chuyện với những người đàn ông khác ngoại trừ Terumi, người mà nàng tìm thấy như một nguồn ý tưởng tốt cho tiểu thuyết cũng như khuôn mặt nữ tính của chàng cho nàng cảm giác bình yên. Nỗi sợ đàn ông của nàng bắt đầu từ khi còn bé khi nàng tận mắt chứng kiến cha mình đội quần lót của mình. Terumi phải cải trang thành phụ nữ để nàng bớt căng thẳng cũng như dắt nàng đến một khách sạn tình yêu để nàng có trải nghiệm thực tế và cuối cùng làm chuyện ấy với Terumi. Tsukiko đã học cách chậm nhưng mà chắc để có thể tin tưởng vào đàn ông một lần nữa. Điều này được thể hiện khi nàng có thể nói chuyện bình thường với Murakami, người mà nàng đã né tránh trước đó. Nàng có tình yêu say đắm với Terumi đến mức muốn được hòa làm một với chàng thêm lần nữa nếu có cơ hội. Nàng có một người em gái, Nagiko, người mà nàng yêu mến và ngược lại. Đến cuối bộ truyện, Tsukiko đã trở thành một tiểu thuyết gia khiêu dâm tốt hơn mặc dù nàng không bao giờ tiết lộ cho Asahi thấy các kỹ năng của nàng được cải thiện như thế nào nhờ chuyện ấy với Terumi. Nàng đóng vai Oborozukiyo từ Truyện kể Genji.
Otome Mitsumiya (三宮乙女 Mitsumiya Otome, 14-year-old)
Mục tiêu thứ mười hai, Otome là một học sinh cấp hai trầm tính, nhút nhát và đã bỏ học, cũng là bạn thân của Shian. Theo chị gái cùng cha khác mẹ của mình, Otome không có hứng thú làm bất cứ điều gì, mặc dù có khả năng làm tốt hơn nếu nàng chấp nhận bản thân. Kaoruko khuyên Terumi kèm cặp cô bé, tự tin rằng cháu trai của nàng có thể khiến cô bé mở lòng chỉ trong một tuần. Trong suốt tuần đó, Terumi phát hiện ra nhờ sự giúp đỡ của Shian rằng Otome yêu mèo. Sau khi hứa sẽ thưởng cho nàng bằng cách đưa nàng đến hẻm của những chú mèo lạc miễn là nàng có sự cố gắng, Otome bắt đầu học tập nghiêm túc hơn. Trên đường đi, nàng cảm động khi tình cờ nghe thấy Terumi nói với chị gái rằng chàng ngưỡng mộ tiềm năng bên trong của Otome và bắt đầu nảy sinh tình cảm nam nữ đối với chàng. Nàng có dấu hiệu ghen tuông khi thấy Terumi thân thiết với Kaoruko, điều này củng cố quyết tâm của nàng để một ngày nào đó trở thành kiểu phụ nữ mà Terumi sẽ quan tâm, hệt như ước mơ của Shian. Nhờ sự giúp đỡ tận tình của Terumi, Otome trở nên hướng ngoại hơn, sẵn sàng nhận Murakami làm gia sư mà không cảm thấy phiền phức. Cũng như Shian, Terumi không có ý định chinh phục nàng vì nàng còn quá nhỏ. Nàng đóng vai Onna-san no Miya từ "Truyện kể Genji".
Akashi Mutsuge (明石夢告 Mutsuge Akashi, 18-year-old)
Mục tiêu thứ mười ba, Akashi là một nữ thầy bói quyến rũ. Terumi có cơ hội tiếp cận nàng khi bắt quả tang nàng đang làm chuyện đáng xấu hổ trên bậc thềm điện thờ. Chàng chữa thẹn bằng cách chứng minh rằng mình không phải là một kẻ xấu và tiết lộ mối quan hệ của chàng với Ruri, thậm chí còn tình nguyện phụ giúp công việc tại nhà trọ của gia đình nàng trong suốt kỳ nghỉ hè. Trong thời gian này, nàng và Terumi đã có một mối liên kết bền chặt như keo sơn và nàng bắt đầu yêu lòng tốt ẩn sâu bên trong chàng. Nàng muốn Terumi trở thành người tình của mình cho đến khi mùa hè kết thúc, cũng như chuyện chăn gối, giường chiếu. Nàng trở thành một trong số ít mục tiêu mà Terumi giao hợp với nhau rất nhiều lần. Khi kết thúc, Terumi tâm sự về tình cảm của chàng dành cho người dì, người mà Akashi khuyến khích chàng theo đuổi, biết ơn vì Terumi đã thực hiện được mong muốn của nàng. Nàng trở thành bạn thân với Ruri và Nagiko. Đến hồi kết của truyện, nàng kết bạn với Yuu, người cố gắng thuyết phục nàng tham gia tập gym. Nàng đóng vai Akashi no Kata từ "Truyện kể Genji".

### Nhân vật khác
Murakami (村上 Murakami)
Bạn cùng lớp và bạn thân của Terumi. Lý do y đăng ký vào Đại học Shiun chỉ vì muốn có cơ hội tiếp cận Kaoruko, người phụ nữ lý tưởng của y mà y muốn mất trinh. Kaoruko cho rằng mặc dù Murakami có thể dẻo miệng với phụ nữ cuối cùng y vẫn quá "trong sáng" để có thể tham gia vào dự án của nàng. Kém may mắn với phụ nữ, Murakami vẫn cố gắng hết sức, mặc dù thỉnh thoảng y tỏ ra ghen tị với khả năng nói chuyện một cách tự nhiên của Terumi với một số người phụ nữ hấp dẫn. Y còn trở thành một gia sư riêng cho Otome khi thời gian mà Terumi làm gia sư của nàng kết thúc. Đến cuối bộ truyện, Murakami đã buông bỏ nỗi ám ảnh về Kaoruko và bước tiếp, nhờ tích cực quay tay nên vận may đã đến với y khi y có thể bắt đầu hẹn hò với chị gái cùng cha khác mẹ của Otome. Murakami là tên phổ biến ở Nhật Bản. Tên đầu tiên của y không bao giờ được tiết lộ.
Nagiko Ooboro (朧 凪子 Ooboro Nagiko)
Em gái của Tsukiko, giống như nàng, thị thích đọc tiểu thuyết, đặc biệt là Truyện kể Genji. Thị khá quan tâm đến việc Terumi là người như thế nào đối với Tsukiko khi mà Tsukiko nâng anh chàng lên tận mây xanh nhưng thị lại thất vọng khi lần đầu tiên gặp chàng. Ấy thế mà thị lại thích thú với ngoại hình dị thường của Terumi và nghi chàng có thể là một kẻ hư hỏng như chị gái của thị (đúng thế thật). Về sau, thị không còn mấy ác cảm với Terumi. Thị không có nỗi sợ đàn ông như chị gái mình. Thị trở thành bạn thân với Ruri và Akashi và thậm chí giữ bí mật về giới tính của Terumi khỏi Ruri để xem sự si mê ngây thơ của Ruri sẽ thú vị hơn thế nào. Thị khá là thích sống ảo trên mạng xã hội.

### Nhân vật phản diện
Tsukasa Chuujou (中将 つかさ Chuujou Tsukasa)
Một kẻ bắt nạt từ trường cấp hai của Terumi, ả là lý do chính khiến chàng sợ phụ nữ và sữa, ghen tị với vẻ đẹp phi giới tính của Terumi đã thu hút sự chú ý của bọn con trai bất kể ả có sự nổi tiếng và xinh đẹp cỡ nào. Bề ngoài ả luôn tỏ vẻ thân thiện và tốt bụng với các bạn đồng trang lứa nhưng Tsukasa bên trong thì rất kiêu căng và hiểm độc, đặc biệt là với Terumi. Theo Kaoruko, Tsukasa rất thích được vây quanh bởi những người "nổi tiếng", xem họ như những phụ kiện để nâng tầm địa vị của bản thân. Sau sáu năm, Terumi phát hiện ra Tsukasa là một sinh viên cùng trường đại học và ả đang ngoại tình với giáo sư Konoe. Một cuộc đối đầu ngắn ngủi cho thấy ả đã hoàn toàn quên mất anh. Cảm thấy bị xúc phạm bởi điều đó, Terumi lên kế hoạch quyến rũ ả để trả thù. Terumi bước đầu thành công sau khi hóa trang thành một thiếu nữ và "cướp" Konoe từ tay Tsukasa. Sau khi khá tức giận với Terumi ở một quán cà phê về vấn đề này, chàng cuối cùng đã hôn cô ả một cách mãnh liệt, điều đó khiến Konoe chia tay ả mãi mãi và Tsukasa nảy sinh tình cảm với nạn nhân cũ bởi sự quyết đoán mới của chàng. Những cảm xúc này tăng lên bất cứ khi nào Tsukasa gắn bó với Terumi và mỗi khi định hạ thấp anh chàng, những người xung quanh bắt đầu nhận ra cô ả có dấu hiệu cảm nắng. Sau đó, ả thừa nhận rằng Terumi đã trở nên mạnh mẽ hơn so với hồi học cấp hai, cảm thấy ngưỡng mộ quyết tâm vượt qua nỗi sợ của chàng khiến chàng trở nên hấp dẫn. Tuy vậy, giữa họ thật sự không có tình ý gì. Sau cùng thì Terumi đã vượt qua nỗi sợ hồi cấp hai.
Konoe (近衛 Konoe)
Một giáo sư có ảnh hưởng tại Đại học Shiun, theo Kaoruko và là giáo sư nam nổi tiếng nhất mà trường đại học có được. Mặc dù đã kết hôn và có một đứa con, hắn vẫn thường xuyên lừa dối vợ với những người phụ nữ khác. Người tình gần đây nhất của hắn là Chuujou Tsukasa, và đôi gian phu dâm phụ này thường xuyên lẻn đến một khu vực bỏ hoang của Đại học để quan hệ tình dục. Họ bị bắt gặp bởi Terumi và Tsukasa đe dọa sẽ chấm dứt mối quan hệ với anh giáo. Ban đầu, hắn tuyệt vọng vì muốn duy trì mối quan hệ ông ăn nem bà ăn chả với một nữ sinh hấp dẫn, hắn liên tục gọi điện cầu xin ả cho hắn cơ hội. Tuy nhiên, tất cả đã thay đổi khi Terumi, cải trang thành phụ nữ, "quyến rũ" thành công Konoe, khiến cô ả giận. Sau đó, hắn lại chứng kiến Terumi và Tsukasa hôn nhau say đắm tại một quán cà phê đông người, hắn tuyên bố cắt đứt quan hệ với ả, cảnh cáo ả phải biết thân biết phận. Sau đó, Konoe xuất hiện một lần nữa trong Cuộc thi Sắc đẹp, giống như ham muốn của hầu hết mọi thanh niên trong trường, hắn ta muốn ngủ với Kaoruko, đặt cược vào kết quả của cuộc thi để có cơ hội ngủ với đồng nghiệp của mình đổi lại nêú hắn thua, hắn phải sử dụng ảnh hưởng của mình để giúp Kaoruko có chỗ đứng tại trường đại học. Thật may là cuối cùng hắn không sơ múi được gì. Konoe không xuất hiện trở lại trong phần còn lại của bộ truyện nhưng vẫn có thể cảm nhận được sự hiện diện của hắn ta; Kaoruko muốn chuyển từ Đại học Shiun để dạy ở nơi khác nhằm thoát khỏi ảnh hưởng của Konoe và để có thể phát triển bản thân mà không bị can thiệp.

## Tập
- 1 (ngày 19 tháng 4 năm 2012) [5]
- 2 (ngày 19 tháng 10 năm 2012) [6]
- 3 (ngày 19 tháng 4 năm 2013) [7]
- 4 (ngày 18 tháng 10 năm 2013) [8]
- 5 (ngày 18 tháng 4 năm 2014) [9]
- 6 (ngày 17 tháng 10 năm 2014) [10]
- 7 (ngày 17 tháng 4 năm 2015) [11]
- 8 (ngày 19 tháng 10 năm 2015) [12]
- 9 (ngày 19 tháng 4 năm 2016) [13]
- 10 (ngày 18 tháng 11 năm 2016) [14]
- 11 (ngày 19 tháng 5 năm 2017) [15]
- 12 (ngày 17 tháng 11 năm 2017) [16]
- 13 (ngày 18 tháng 5 năm 2018) [17]
- 14 (ngày 19 tháng 11 năm 2018) [18]
- 15 (ngày 17 tháng 5 năm 2019) [19]
- 16 (ngày 19 tháng 11 năm 2019) [20]

## Đón nhận
Tập 3 đạt vị trí thứ 48 trên bảng xếp hạng truyện tranh Oricon hàng tuần và tính đến ngày 20 tháng 4 năm 2013 đã bán được 24.973 bản; tập 4 đạt vị trí thứ 27  và tính đến ngày 27 tháng 10 năm 2013, đã bán được 53.436 bản; tập 5 đạt vị trí thứ 24  và tính đến ngày 27 tháng 4 năm 2014, đã bán được 61.646 bản; tập 6 đạt vị trí thứ 34 và tính đến ngày 19 tháng 10 năm 2014, đã bán được 35.693 bản; tập 7 đạt vị trí thứ 25  và tính đến ngày 26 tháng 4 năm 2015, đã bán được 65.645 bản.

## Liên kết ngoại
- Minamoto-kun Monogatari (manga) tại từ điển bách khoa của Anime News Network